# Communauté de communes Brionnais Sud Bourgogne
Brionnais Sud Bourgogne est une communauté de communes française, située dans le département de Saône-et-Loire en région Bourgogne-Franche-Comté.

## Historique
La communauté de communes est créée par arrêté préfectoral du 9 décembre 2016 avec effet au 1er janvier 2017par fusion des communautés de communes du Pays Clayettois et du Sud Brionnais.

## Territoire communautaire

### Composition
La communauté de communes est composée des 29 communes suivantes :

| Nom                              | Code Insee | Gentilé              | Superficie (km2) | Population (dernière pop. légale) | Densité (hab./km2) |
| -------------------------------- | ---------- | -------------------- | ---------------- | --------------------------------- | ------------------ |
| Chauffailles (siège)             | 71120      | Chauffaillons        | 22,63            | 3 656 (2022)                      | 162                |
| Amanzé                           | 71006      | Yaudes               | 11,29            | 195 (2022)                        | 17                 |
| Anglure-sous-Dun                 | 71008      | Anglurons            | 7                | 146 (2022)                        | 21                 |
| Baudemont                        | 71022      | Baudemontois         | 7,97             | 627 (2022)                        | 79                 |
| Bois-Sainte-Marie                | 71041      | Boscomariens         | 2,69             | 185 (2022)                        | 69                 |
| La Chapelle-sous-Dun             | 71095      | Chapellois           | 8,51             | 432 (2022)                        | 51                 |
| Chassigny-sous-Dun               | 71110      | Chassignons          | 13,28            | 558 (2022)                        | 42                 |
| Châteauneuf                      | 71113      |                      | 1,34             | 89 (2022)                         | 66                 |
| Châtenay                         | 71116      | Châtenoyons          | 8,07             | 168 (2022)                        | 21                 |
| La Clayette                      | 71133      | Clayettois           | 3,12             | 1 596 (2022)                      | 512                |
| Colombier-en-Brionnais           | 71141      | Colombigeois         | 13,37            | 314 (2022)                        | 23                 |
| Coublanc                         | 71148      | Coublandis           | 8,76             | 839 (2022)                        | 96                 |
| Curbigny                         | 71160      | Curbignois           | 9,64             | 306 (2022)                        | 32                 |
| Dyo                              | 71185      | Dyotois              | 15,8             | 325 (2022)                        | 21                 |
| Gibles                           | 71218      | Giblotins            | 19,66            | 569 (2022)                        | 29                 |
| Mussy-sous-Dun                   | 71327      | Mussiats             | 10               | 330 (2022)                        | 33                 |
| Ouroux-sous-le-Bois-Sainte-Marie | 71335      | Oratoriens           | 4,8              | 66 (2022)                         | 14                 |
| Saint-Edmond                     | 71408      | Edmonciens           | 10,38            | 426 (2022)                        | 41                 |
| Saint-Germain-en-Brionnais       | 71421      | Saint-Germinois      | 5,96             | 177 (2022)                        | 30                 |
| Saint-Igny-de-Roche              | 71428      | Saintignions         | 7,94             | 776 (2022)                        | 98                 |
| Saint-Laurent-en-Brionnais       | 71437      | Saint-Laurentins     | 12,98            | 325 (2022)                        | 25                 |
| Saint-Martin-de-Lixy             | 71451      | Saint-Martilixois    | 4,19             | 92 (2022)                         | 22                 |
| Saint-Maurice-lès-Châteauneuf    | 71463      | Castelnovimauriciens | 10,84            | 595 (2022)                        | 55                 |
| Saint-Racho                      | 71473      | Saint-Rachois        | 10,57            | 150 (2022)                        | 14                 |
| Saint-Symphorien-des-Bois        | 71483      | Sensfrinois          | 10,65            | 412 (2022)                        | 39                 |
| Tancon                           | 71533      |                      | 9,48             | 556 (2022)                        | 59                 |
| Vareilles                        | 71553      | Vareillois           | 8,62             | 279 (2022)                        | 32                 |
| Varennes-sous-Dun                | 71559      |                      | 17,76            | 525 (2022)                        | 30                 |
| Vauban                           | 71561      | Vaubanais            | 13,63            | 236 (2022)                        | 17                 |

## Démographie
| 1968   | 1975   | 1982   | 1990   | 1999   | 2006   | 2011   | 2016   | 2022   |
| ------ | ------ | ------ | ------ | ------ | ------ | ------ | ------ | ------ |
| 17 297 | 17 803 | 17 484 | 16 500 | 15 851 | 15 815 | 15 633 | 15 271 | 14 950 |

## Administration

### Siège
Le siège de la communauté de communes est situé à Chauffailles.

### Les élus
La communauté de communes est gérée par un conseil communautaire composé de 47 membres représentant chacune des communes membres et élus pour une durée de six ans.
Ils sont répartis comme suit :
| Nombre de délégués | Communes                                 |
| ------------------ | ---------------------------------------- |
| 11                 | Chauffailles                             |
| 5                  | La Clayette                              |
| 2                  | Baudemont, Coublanc, Saint-Igny-de-Roche |
| 1                  | Les 24 communes restantes                |

### Présidence
| Période      | Période      | Identité               | Étiquette | Qualité                           |
| ------------ | ------------ | ---------------------- | --------- | --------------------------------- |
| janvier 2017 | juillet 2020 | Marie-Christine Bignon | LR        | Maire de Chauffailles (2001-2020) |
| juillet 2020 | En cours     | Stéphane Huet          | DVD       | Maire de Châtenay                 |

### Compétences
L'intercommunalité exerce des compétences qui lui sont déléguées par les communes membres.

### Compétences obligatoires
Aménagement de l’espace pour la conduite d’actions d’intérêt communautaire ; schéma de cohérence territoriale (SCOT) et
schéma de secteur ; plan local d’urbanisme.
Actions de développement économique ; création, aménagement, entretien et gestion de zones d'activité industrielle, commerciale, tertiaire, artisanale,
touristique ; politique locale du commerce et soutien aux activités commerciales d’intérêt communautaire ; promotion du tourisme.
Aménagement, entretien et gestion des aires d’accueil des gens du voyage.
Collecte et traitement des déchets des ménages et déchets assimilés.

### Compétences optionnelles
B / Compétences optionnelles
Protection et mise en valeur de l’environnement,
Politique du logement et du cadre de vie. 
Création, aménagement et entretien de la voirie. 
Construction, entretien et fonctionnement d’équipements culturels et sportifs d’intérêt communautaire et d’équipements de
l’enseignement préélémentaire et élémentaire d’intérêt communautaire.
Action sociale d’intérêt communautaire. 

### Principales compétences supplémentaires
Aménagement et gestion des équipements touristiques suivants : aire de loisirs de Mussy-sous-Dun, aires de services pour
camping-cars de Chauffailles et de Châteauneuf. Participation aux concours de fleurissement
Aménagement et entretien des sentiers de randonnée 
Gestion des ponts bascule. 
Construction, aménagement, entretien, gestion et animation des équipements sportifs :  structures multisports d’Anglure-sous-Dun, Chassigny-sous-Dun, Coublanc, Mussy-sous-Dun, Saint-Edmond, Saint-Igny-de-Roche, Saint-Martin-de-Lixy, Saint-Maurice-les-Châteauneuf, Tancon et tout nouvel équipement multisports.
Dans le domaine numérique :  établissement et exploitation des infrastructures et réseaux de communications électroniques, prise en charge de la mise à disposition du matériel informatique aux écoles du territoire intercommunal, réalisation d’actions d’animation et de promotion des technologies de l’information et de la communication.

### Sources
- Schéma départemental de coopération intercommunale - Préfecture de Saône-et-Loire